# レインヒル・トライアル
レインヒル・トライアル（英: Rainhill Trials）は、1829年10月にリヴァプール - マンチェスター 間のマージーサイド州レインヒル（Rainhill）で開催された、蒸気機関車史の初期に名を残す競争のことである。
リバプール・アンド・マンチェスター鉄道が完成間近となった時、列車を牽引するために定置式蒸気機関を使用するか、蒸気機関車を使用するかを決定するために会社の幹部が競争を実施した。レインヒル・トライアルは公開競争として実施され、候補となる機関車全てが動く状態で見ることができるようになっていた。機関車が購入されるかどうかに関わらず、競争の勝者には500ポンドの賞金が与えられた。初期の機関車技術者の有力者の中から、ジョン・ケネディ（John Kennedy）、ジョン・ラストリック（John Urpeth Rastrick）、ニコラス・ウッド（Nicholas Wood）の3人が審判として選ばれた。

## 規則
競争に参加した機関車は、様々なテストと条件に従うことになっていた。多くの点で規則の改正がなされたが、最終的に以下のような条件となった。
- 機関車の重量は、ボイラーに満水の状態で朝8時に重量計で計測して確定し、その重量の3倍の負荷を牽いてテストを行う。ボイラーの水は冷たい状態で、火床に燃料がない状態で計測を行う。機関車が35マイル（56km）を走るために必要と機関車の製作者が判断した量だけの燃料をテンダに搭載し、それと同量の水を計測して搭載する。この状態でボイラーに点火され、蒸気が上がり始めるまでの消費燃料の量と所要時間が計測される。
- 燃料と水を搭載したテンダは、機関車が牽く負荷の一部とみなす。
- 燃料と水を機関車自体に搭載する車両（タンク機関車）の場合は、機関車自体の重量を元に、応分の牽引負荷の軽減をしてもよい。
- 機関車と牽引される車両は手で押して競争開始地点まで移動され、蒸気圧が50psi（345kPa）に達した時点で競争開始とする。
- 機関車は1回の行程ごとに最初の8分の1マイル（200メートル）を加速に、最後の8分の1マイルを停車に使う分を含めて、片道1.75マイル（2.8km）を走る。これにより機関車は片道1.5マイル（2.4km）を全速で走ることになる。
- 機関車は合計で10往復行程を走る。これにより行程の合計は35マイル（56km）になり、このうち30マイル（48km）は全速で走ることになる。そしてその平均速度は10マイル毎時（16km/h）を下回ってはならない。（この当時世界で唯一の旅客鉄道であったストックトン・アンド・ダーリントン鉄道の平均速度は13km/h（8 mph）であった。）
- 機関車が上記の行程をこなした後（これはリヴァプールからマンチェスターへの行程に相当する）、新しい燃料と水が機関車に供給され、機関車が再び動けるようになり次第競争開始地点へ移動して、再度10回の行程を繰り返す（これはマンチェスターからリヴァプールへの復路に相当する）。
- 毎回の行程の所要時間と、2回目の競争開始までの所要時間を計測して記録する。
- 機関車が10回の行程に必要な燃料と水を携行することができない場合は、燃料と水を補給する時間も行程の所要時間の一部として計測する。

## 参加者

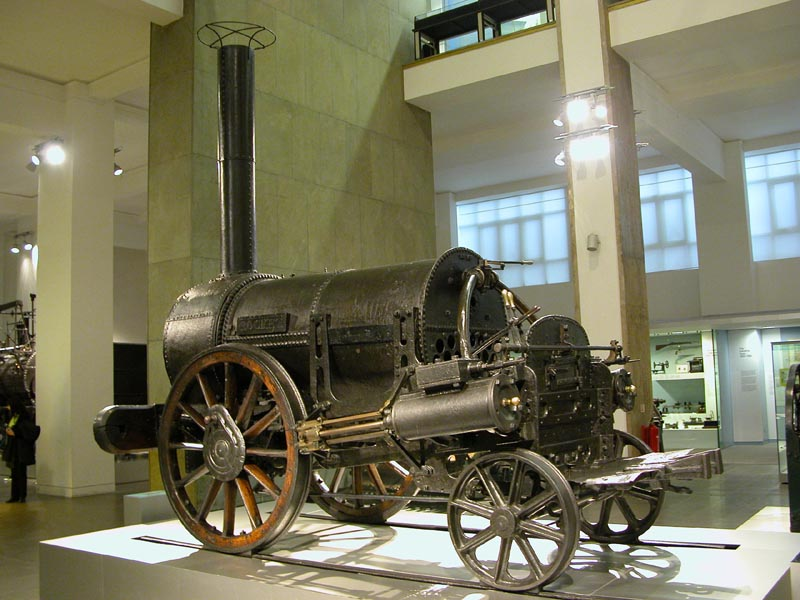
保存されているロケット号

合計で10台の機関車が競争にエントリーしたが、1829年10月6日に競争が開始された時点で実際に参加できたのは5台であった。
- サイクロペッド号（Cycloped） トーマス・ブランドレス（Thomas Shaw Brandreth）製作
- ノベルティ号（Novelty） ジョン・エリクソン（John Ericsson）、ジョン・ブレイスウェイト（John Braithwaite）製作
- パーシヴァランス号（Perseverance） ティモシー・バーストール（Timothy Burstall）製作
- ロケット号（Rocket） ジョージ・スチーブンソン、ロバート・スチーブンソン製作
- サン・パリール号（Sans Pareil） ティモシー・ハックワース（Timothy Hackworth）製作

## 競争
機関車は1日に2-3回の走行を行い、数日間にわたっていくつものテストを受けた。
レインヒルの路線は1マイル以上に渡って完全な水平で、競争を行うには最適の土地であった。
サイクロペッド号が最初の脱落者となった。サイクロペッド号は、ベルトの上を歩く馬を動力源としており、馬が機関車の床を突き破る事故を起こして脱落した。サイクロペッド号に関しては、「最初から失格だった」「馬が走ろうとせず脱落」「好成績を収めた」などと様々な記述が存在し、正確な記述は定かでない。
パーシヴァランス号が次の脱落者となった。競争に参加するまでの途上に機関車が破損したため、バーストールは修理するために5日を費やした。修理完了の翌日、10マイル毎時の速度を達成できずに競争から離脱した。バーストールは参加賞として25ポンドを得た。パーシヴァランス号も、「競技中に機関車が脱線し脱落」などといった様々な記述が存在する。
サン・パリール号は、300ポンド（136キログラム）の重量オーバーであったため、最初から競争に参加させてもよいのかという疑問が呈されていたが、ほぼ競争の条件を達成するところまで来た。しかしながら、8回目の行程を終えた時点でシリンダーにひびが入って脱落した。競争には脱落したが、リバプール・アンド・マンチェスター鉄道はこの機関車を購入し、2年間使用した後ボルトン・アンド・リー鉄道（Bolton and Leigh Railway）へリースされた。
最後に脱落したのはノベルティ号であった。サイクロペッド号とは対照的にノベルティ号は最先端であり、軽量で他の機関車よりも高速であった。それ故に群集が最も好んだ機関車であった。競争の最初の日には28マイル毎時（45km/h）に到達して度肝を抜いた。後にボイラーの配管に欠陥が生じて現場では時間内に直せなかったため苦しめられることになった。にもかかわらず翌日も競争に参加したが、15マイル毎時（24km/h）に到達した時点で再び配管に問題が生じて競争を断念せざるを得ないほど機関車が損傷してしまった。
このため、ロケット号が競争の条件を満たした唯一の機関車となった。ロケット号は13トンの負荷を牽引して平均12マイル毎時、最高30マイル毎時で走行し、500ポンドの賞金を獲得した。これによりスチーブンソンはリバプール・アンド・マンチェスター鉄道と蒸気機関車製作の契約を交わすことになった。

## 競争の再現
2002年にレプリカの機関車を用いてレインヒル・トライアルの再現が行われた。サン・パリール号（20回中11回）もノヴェルティ号（20回中10回）も行程を完全にクリアすることはできなかった。速度と燃費を計算すると、ロケット号が最新の技術により他の機関車より高い信頼性を持っていたために、公正に考えても勝っていたであろうということが判明した。ノヴェルティ号は燃費の観点ではほぼ互角であったが、火床のデザインに問題があり、石炭灰の融着（クリンカーと呼ばれる）をもたらして空気の供給を遮断するために、次第に遅くなって最終的には止まってしまうという欠陥が出た。再現はウェールズ（Wales）のランゴーレン（Llangollen）で、BBCのドキュメンタリ番組、タイムウォッチ（Time Watch）によって行われたものである。
テレビ放映の都合上の妥協や、乗務員の技量の差異、使用された燃料、現代の安全規則に適合させるためにレプリカに加えられた変更、現代の工作技術や運転技術など多くの差異があるため、再現はそれほど厳密なものであるとはいえず、1829年のオリジナルの機関車とはどの機関車においても大きな差異がある。ただし、機関車間の厳密な比較はこうした差異も考慮に入れた上で行われている。